# Piotr Hain
Piotr Hain (ur. 26 lutego 1991 w Tarnowskich Górach) – polski siatkarz, grający na pozycji środkowego. 
23 maja 2015 roku poślubił swoją narzeczoną Klaudię Wicik. Po sezonie 2023/2024 zakończył siatkarską karierę.

## Sukcesy klubowe
Mistrzostwa Polski Kadetów:
- 2007

Ogólnopolska Olimpiada Młodzieży:
- 2007

Mistrzostwa Polski Juniorów:
- 2008, 2009

PlusLiga:
- 2019

## Sukcesy reprezentacyjne
Turniej EEVZA Kadetów:
- 2006

Turniej EEVZA:
- 2008

Olimpijski Festiwal Młodzieży Europy:
- 2009

Letnia Uniwersjada:
- 2013